# ほっかいどう宝島 2013
ほっかいどう宝島（ - たからじま）は、エフエム北海道（AIR-G'）にて放送されていたラジオ番組。
番組名の後に西暦年号が入り、2013年では「ほっかいどう宝島 2013」と呼称される。

## 概要
2006年4月放送開始。百年以上の歴史を持つ、北海道の歴史や文化、風俗などを取り扱う番組。
北海道は、まだ我々が知らないような宝物が数多く眠る場所＝「宝島」に見立てている。
毎週、テーマに沿った専門家を招き、話を聞いていくスタイルを取っている。

## 放送時間
- 日曜日18:30 - 18:55（2006年-月-日 - 2017年3月）

## パーソナリティ
山口由美 (2006年-月-日 - 現在）

## 主なコーナー
キーワードクイズ
番組冒頭に、その週に取り上げるテーマに関連した三択クイズが出題される。（番組を聞けばわかる内容）
エンディングにおいて再度出題され、プレゼントの応募についての告知がある。

## ゲスト
毎週、テーマに関連した分野に精通している大学教授や専門家をゲストに招き、話を聞く。

## その他
オープニングテーマは毎年変更されていた。2009年はオープニングがCobaの「ヴィーナス誕生」、エンディングが「SARA」。

## 放送記録
| 放送日         | 内容                     |                                                                 |  |
| -------------- | ------------------------ | --------------------------------------------------------------- |  |
| 2008年11月16日 | ニシン漬け               |                                                                 |  |
| 2008年11月23日 | 針葉樹                   |                                                                 |  |
| 2008年11月30日 | 牛                       |                                                                 |  |
| 2009年1月11日  | アザラシ                 |                                                                 |  |
| 2009年5月10日  | タンポポ                 |                                                                 |  |
| 2009年5月17日  | 続縄文文化               |                                                                 |  |
| 2009年5月24日  | エゾライチョウ           |                                                                 |  |
| 2009年6月14日  | 大沼国定公園             |                                                                 |  |
| 2009年6月21日  | 円筒土器文化             |                                                                 |  |
| 2009年6月28日  | 北海道の森               |                                                                 |  |
| 2009年7月5日   | 夕張メロン               |                                                                 |  |
| 2009年7月12日  | 縄文の食生活             |                                                                 |  |
| 2009年7月19日  | エゾモモンガ             |                                                                 |  |
| 2009年7月26日  | 積丹半島                 |                                                                 |  |
| 2009年9月6日   | サンマ                   |                                                                 |  |
| 2009年9月13日  | 層雲峡                   |                                                                 |  |
| 2009年9月20日  | 縄文の漁業               |                                                                 |  |
| 2009年9月27日  | 古代に学ぶ               |                                                                 |  |
| 2009年11月22日 | シラカバ                 |                                                                 |  |
| 2009年11月29日 | オオハクチョウ           | 日本野鳥の会 ウトナイ湖サンクチュアリ・チーフレンジャー 原田 修 |  |
| 2011年1月9日   | 旧国鉄士幌線アーチ橋梁群 |                                                                 |  |
| 2011年1月16日  | 昆虫たちの越冬法         |                                                                 |  |
| 2011年1月23日  | 知内温泉                 |                                                                 |  |
| 2011年1月30日  | 金山・銀山               |                                                                 |  |